# Bozner Stadtrecht

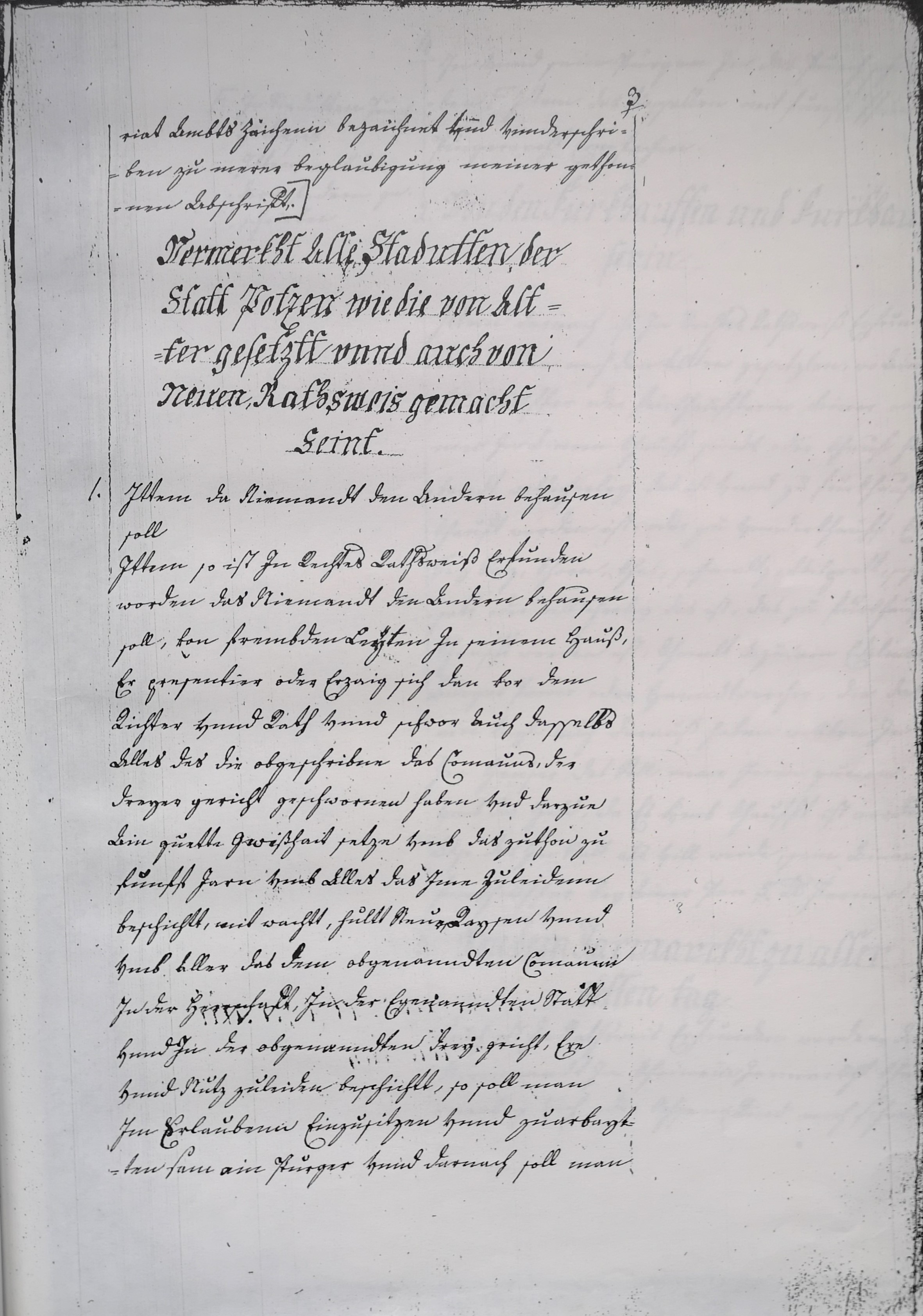
Das Bozner Stadtrecht, Artikel 1, in einer Abschrift des frühen 19. Jahrhunderts, Tiroler Landesmuseum Ferdinandeum, Dip. 1303, fol. 7

Das Bozner Stadtrecht von 1437 ist die älteste überlieferte Aufzeichnung der im Weichbild der Stadt Bozen gültigen, kommunalen Rechtsvorschriften des Spätmittelalters. Zusammen mit dem Bozner Stadtbuch aus den Jahren 1472–1525 ist das Bozner Stadtrecht das wichtigste Zeugnis urbaner Rechtssicherungs- und Verschriftlichungspraxis in der spätmittelalterlich-frühneuzeitlichen Territorialstadt Bozen.

## Inhalt
Die umfassende Kodifikation in frühneuhochdeutscher Sprache steht unter dem Titel Vermerkht alle stadutten der statt Potzen, wie die von allter gesetztt vnnd auch von neuen rathsweis gemacht seint. Sie umfasst 104 Einzelartikel, die vor allem marktwirtschaftliche, gewerbepolizeiliche und sicherheitsrechtliche Materien regeln. Die Einzelbestimmungen betreffen u. a. die Abhaltung von Jahrmärkten und die Beherbergung in Gasthäusern, das Fürkaufverbot, die Vorhökerei, die Getreideniederleg, den Salz-, Fisch- und Weinverkauf, die kommunale Aufsicht über Nahrungsmittel und ihre Feilbietung und Maß und Gewicht.
Bei der Stadtrechtskodifikation handelt es sich um eine Zusammenfassung von Rechtssätzen uneinheitlicher Entstehung, die die „wichtigste Quelle zur Normierung städtischen Zusammenlebens und Wirtschaftens im spätmittelalterlichen Bozen“ darstellen. Textkritisch betrachtet, scheinen die 104 Abschnitte aus zumindest zwei großen Blöcken unterschiedlicher zeitlicher Entstehung zusammengestellt zu sein, wie Doppelüberlieferungen im Titelverzeichnis, sachliche Wiederholungen sowie die Eingangsformulierung in Art. 56 nahelegen, worin von gar altte(n) posten die Rede ist.

## Artikel
Die 104 Einzelglossen des Bozner Stadtrechts (mit Querverweisen bei Wiederholungen):
(1) Ittem das niemandt den andern behausen soll.

(2) Von den furkhauffen und furkhaufferin.

(3) Von dem jarmarckht zu Aller sellen tag.

(4) Von dem jarmarkht, so er 4 tag alt wirdt.

(5) Von den leyttgeben, das die nicht schwuer verschweigen sollen.

(6) Von den fleischheckhern. (Vgl. Art. 56)

(7) Von den muellern und peckhen.

(8) Von den gesten, die da khorn hereinbringen, wie sy das niderschlagen sollen.

(9) Von dem khorn.

(10) Von den weckhen vnnd pachen. (Vgl. Art. 60)

(11) Von dem saltz vnnd saltzmessen.

(12) Von pottigen naigen.

(13) Was ain pottig naig anhaben soll.

(14) Von den pachen, muellpachen vnd aqualen. (Vgl. Art. 87)

(15) Von des muelpachs vnd malwassers wegen.

(16) Von dem hauspach.

(17) Von den schaefflerin.

(18) Von den vischern vnnd vischerin.

(19) Bestattnues der posten von dem rath vnnd wie man steuer geben soll.

(20) Ittem das die schuechknecht khain liga machen sollen.

(21) Von dem laub der weinschenckh.

(22) Von den wassern die weingartten.

(23) Von den dreyen gerichten.

(24) Von der wag zue pfachten.

(25) Von der spetzkher wegen.

(26) Von dem weinmas. (Vgl. Art. 59)

(27) Von dem kornstar pfachten.

(28) Von wein verkhauffen.

(29) Von dem platzwein. (Vgl. Art. 75)

(30) Von dem platzwein vnnder dem Eues.

(31) Von den fremden khnechten.

(32) Von den pfarer zue Potzen.

(33) Von dem schuelmayster.

(34) Von den mertzlern vnd mertzlerin, furkhauffer vnd furkhaufferin. (Vgl. Art. 2)

(35) Von des viechs wegen.

(36) Von den jueden.

(38) Von den rednern.

(39) Von gesessenen leuthen.

(40) Buergschafft der ehalten.

(41) Von vnnderrichtung.

(42) Von der noderer halben.

(43) Von der kanndlgiesser wegen.

(44) Wie ain redner rath soll nemen.

(45) Von wegen der redner tuechmessen.

(46) Von wein einlegen wegen.

(47) Von den arbeytter vnd arbeytterin, was man jnen zu lohn geben soll.

(48) Von den weinmessern, schoepfer vnnd tragern.

(49) Von der holtz fuerleuth wegen, von dem Hollen paum vnnd dem Gardaum.

(50) Des nachts auf der strasse(n) ohn liecht gehen.

(51) Von frembden ledigen knechten zu haltten.

(52) Von frembden leytten, die an vngewonlichen ortten fuenden werden.

(53) Von morderey wegen.

(54) Von den ledigen knechten pauknechten.

(55) Von den freyen beruefften merkhten.

(56) Das sint gar altte posten der statt zu Potzen, erstlich von den fla(i)schhackh(e)rn. (Vgl. Art. 6)

(57) Von der weingloggen.

(58) Von khorn khauffen vnd verkhauffen.

(59) Von dem weinmaß. (Vgl. Art. 26)

(60) Von den prott peckhen. (Vgl. Art. 10)

(61) Von den muellnern vnd vom offner.

(62) Von der weinmesser lohn.

(63) Von dem lohn des vnderkheuffls.

(64) Von dem wiltprett.

(65) Wo man visch vnnd wil(t)prett khauffen vnd verkhauffen soll.

(66) Von griennen vischen.

(67) Von den geselschafft der vischer.

(68) Von kaeß khauffen.

(69) Von den richtern, das sy nicht aufschatz nemen.

(70) Von frembden vischen.

(71) Von den wagnern.

(72) Das niemandt sein laden verspoerren soll.

(73) Von dem spill.

(74) Vom miste.

(75) Von dem platz wein. (Vgl. Art. 29)

(76) Von aus ausskhörach.

(77) Das an den nueschen niemandt waschen soll.

(78) Von koessten vnnd nussen.

(79) Das man ain jecklichen wein verkhauffen sol, davir er ist.

(80) Vom tuech verkhauffen vom gast.

(81) Vom gwanndt verschneiden.

(82) Das khain gast frembd hie wein einlegen soll zu verkhauffen.

(83) Vom heu vnd stro.

(84) Vom zimer holtz.

(85) Von den schinttlen volgt hernach.

(86) Das khain gast khauffen noch verkhauffen soll dan zu jarmarkhten.

(87) Von aquallen. (Vgl. Art. 14)

(88) Vom tuechmessen.

(89) Vom lohn der pfanndt wider zu pietten vnnd von dem failer.

(90) Schwein.

(91) Zimerleuthen vnd maurer.

(92) Wie die verstorbnen vntestiertn khinder gehaltten sollen werden.

(93) Wie es am suntag vnd andern heilligen tagen gehalten werden soll.

(94) Vom wochenmarkht.

(95) Von kramern.

(96) Von den schneidern.

(97) Von den schuestern.

(98) Von den nottarien.

(99) Von setzungen der procuratoren.

(100) Von niesung der gmain.

(101) Der totten beleitten, so von denn messner oder andern beschiecht.

(102) Von den verpottnen wehren.

(103) Von der vischer wegen.

(104) Das man ain bestimbte zeitt den wein vber 6 fierer nit geben soll.

## Überlieferung
Das nach Auskunft der Überlieferung im Jahr 1437 verfasste Stadtrecht wurde am 30. Oktober 1556 vom Bozner Stadtrat neuerlich redigiert und aufgelegt. Es ist in zwei mangelhaften, teilweise verballhornten Abschriften des 19. Jahrhunderts erhalten.
Der wichtigste Textzeuge aus dem frühen 19. Jahrhundert wird am Tiroler Landesmuseum Ferdinandeum verwahrt (Dipauliana 1303, Lage III). Demnach lag dem Kopisten von 1556, dem Bozner Notar Friedrich Schlegel, die Redaktion von 1437 in einer Form vor, in der ettlich artiggl canntzeliert ganz, ettlich zum tayl abgethon, ettlich gemindert, ettlich gemert befunden, nit durchaus ainer geschrifft, sonndern zwayr handen schrifft, nach gelegenhayt der zeitt gebeßertt, also partiell korrumpiert waren. Notar Schlegel fertigte seine beglaubigte Abschrift vom 17. Dezember 1556 im Auftrag von Kaiser Ferdinand I. (als des habsburgisch-tirolischen Landesfürsten) sowie des Bozner Stadtrats an und bezeichnete seine Vorlage von 1437 als abschrifft der übergebnen stattuten der statt Potzen für die kay. m., so in ain gelbfarbes pargamen eingefaßt, de anno etc. 37.
Eine offensichtlich unmittelbar aus dem verschollenen Schlegelschen Vidimus von 1556 genommene Abschrift aus der 2. Hälfte des 19. Jahrhunderts ist Justinian Ladurner zu verdanken, dessen handschriftliche Sammlung von Statuten und Freiheiten der Stadt Bozen im Archiv des Franziskanerklosters Bozen verwahrt wird (Hs. 53, S. 1–48; Vorprovenienz: Franziskanerkloster-Hospitium Innsbruck).